# Apache (película)
Apache es una película estadounidense de 1954 dirigida por Robert Aldrich y basada en la novela Bronco Apache, de Paul Wellman, que fue protagonizada por Burt Lancaster.

## Sinopsis
Tras la rendición del jefe apache Gerónimo, el último guerrero de esa nación, Massai, es apresado con la idea de enviarlo a una reserva india de Florida, lejos de su propio territorio. Massai consigue escapar y camina hacia su tierra, donde recogerá a su compañera Nalinle y se instalará con ella en algún lugar donde estén a salvo y puedan cultivar la tierra.
Sin embargo, el ejército estadounidense descubre un día su paradero y Massai tendrá que prepararse para su última batalla contra ellos.

## Reparto
- Burt Lancaster - Massai
- Jean Peters - Nalinle
- John McIntire - Al Sieber
- Charles Bronson - Hondo
- John Dehner - Weddle
- Paul Guilfoyle - Santos
- Ian MacDonald - Clagg
- Walter Sande - Tte. Coronel Beck
- Morris Ankrum - Dawson
- Monte Blue - Geronimo

## Influencia y legado
La película fue un gran éxito. En España se publicó una serie de historietas con su título intentando aprovecharse de su popularidad, aunque no tenían argumentos semejantes.